# Gareth Edwards (Rugbyspieler)
Sir Gareth Owen Edwards, CBE (* 12. Juli 1947 in Pontardawe) ist ein ehemaliger walisischer Rugby-Union-Spieler auf der Position des Gedrängehalbs. Er gilt als einer der besten Spieler aller Zeiten. Edwards war Sohn eines Bergmanns aus Gwaun-cae-Gurwen. Ein Stipendium ermöglichte ihm den Besuch der angesehenen Millfield Public School.

## Karriere
Im Alter von 19 Jahren, 1967, gab er sein Länderspieldebüt und bis 1978 spielte er in allen 53 Länderspielen für Wales, wobei er 13 Mal als Kapitän auflief. Er ist immer noch der jüngste Kapitän der walisischen Nationalmannschaft, mit 20 Jahren wurde ihm das erste Mal diese Ehre zu Teil. Während seiner Karriere dominierte Wales die Five Nations mit sieben Siegen, darunter drei Grand Slams.
Zehn Mal spielte er auch für die British and Irish Lions, unter anderem in der legendären Lions-Mannschaft, die 1971 das erste und bisher einzige Mal eine Länderspielserie gegen die All Blacks in Neuseeland gewinnen konnte. Die folgende 1974er-Tour in Südafrika ging unter Beteiligung von Edwards für die Lions ohne Niederlage zu Ende.
Die besonderen Stärke von Edwards war neben seiner außerordentlichen Schnelligkeit, Kraft und Gewandtheit sein Spielwitz, mit dem er es auf zwanzig Versuche in seiner internationalen Karriere brachte. Besonders berühmt ist der Versuch für die Barbarians 1973 gegen die All Blacks in Cardiff, oft auch nur als „jener Versuch“ („that try“) bezeichnet.
Da er eine Autobiografie verfasste, durfte er in dem damals noch reinen Amateursport Rugby Union danach nicht mehr antreten, ein Team trainieren oder auf sonstige Weise in den Sport eingreifen.
Eine Umfrage des Magazins Rugby World erklärte Gareth Edwards 2003 zum besten Spieler aller Zeiten. Überraschenderweise erklärte dieser jedoch, dass der All-Blacks-Gedrängehalb Sid Going ihn in den sieben Spielen, die sie gegeneinander spielten, dominiert habe:
"As I say, he was the best I played against and, yes, he probably had the edge on me in the games we played."
Allerdings könne das auch an den jeweiligen Stürmern gelegen haben, so Edwards:
"..I wouldn’t have minded playing with the back row the All Blacks had…then Sid might not have come out on top."
Heute arbeitet Gareth Edwards als Kommentator für die BBC und den walisischsprachigen Sender S4C. Eine Statue von ihm steht im St-Davids-Einkaufszentrum in Cardiff. 1997 wurde er in die International Rugby Hall of Fame aufgenommen, 2007 in die World Rugby Hall of Fame. Am 12. Juni 2015 wurde er von Elisabeth II. in den Adelsstand erhoben und führt seitdem das Prädikat Sir.